# New York Skyliners
Los New York Skyliners era un equipo de fútbol con sede en el distrito del Bronx de la ciudad de Nueva York. El club fue miembro fundador de la United Soccer Association (EE. UU.) en 1967 y jugó sus partidos en casa como Yankee Stadium.

## Historia
En 1966 varios grupos de empresarios exploraban la idea de formar una liga de fútbol profesional en Estados Unidos. Uno de estos grupos, la United Soccer Association (EE. UU.) liderada por Jack Kent Cooke, seleccionó 12 ciudades para las ubicaciones de los equipos y la Irving Mitchell Felt compró una franquicia como parte de la Madison Square Garden Corporation.
Estados Unidos planeó originalmente comenzar a jugar en la primavera de 1968; sin embargo, la rival Liga Nacional de Fútbol Profesional, que consiguió un contrato televisivo con CBS, anunció que estaba lista para su lanzamiento en 1967. Como no quería dejar que la liga rival obtuviera ventaja, Estados Unidos decidió lanzarse temprano. Al no haber conseguido ningún contrato de jugador, la liga importó equipos de Europa, Brasil y Uruguay para representar a las ciudades franquicia. El equipo uruguayo, Club Atlético Cerro, fue contratado para jugar como Skyliners.
Los Skyliners abrieron la temporada en casa contra el Toronto City en un empate 1 a 1 frente a 21.871 espectadores. Los New York Skyliners terminaron la temporada en quinto lugar con un récord de 2 victorias, 6 empates y 4 derrotas, con una asistencia promedio a la liga local de 8.766 espectadores.
Después de la temporada de 1967, la United Soccer Association y la National Professional Soccer League se fusionaron para formar la North American Soccer League. Se anunció que Nueva York sería uno de los 20 equipos en juego en la Liga de Fútbol de América del Norte (NASL) |idioma=en. 
La liga fusionada decidió no tener ciudades de dos equipos y tanto los propietarios de los New York Generals como de los Skyliners de la NPSL se hicieron a un lado y el derecho de franquicia se otorgó a Peter Elser, que había tenido un interés minoritario en los Generals. La franquicia de Elser retuvo el nombre y la oficina principal de los New York Generals y los New York Skyliners efectivamente dejaron de existir.

## Colores e insignia
Si bien los uniformes de local de los New York Skyliners eran todos blancos, sus camisetas de visitante tenían las mismas franjas azules y blancas que las de CA Cerro.

## Estadio
Los New York Skyliners jugaron sus partidos como local en el Yankee Stadium.

## Año tras año
| Temporada | Temporada regular | Temporada regular | Temporada regular | Temporada regular | Temporada regular | Temporada regular | Temporada regular | Temporada regular | Temporada regular | Temporada regular | Temporada regular | Temporada regular | Play-offs | Máximo anotador   | Máximo anotador | Máximo anotador |
| Temporada | Liga              | división          | Jug.              | Gan.              | Emp.              | Per.              | G.F.              | G.C.              | puntos            | %                 | Pos.              | Asisten.          | Play-offs | Nombre            | gls             | puntos          |
| --------- | ----------------- | ----------------- | ----------------- | ----------------- | ----------------- | ----------------- | ----------------- | ----------------- | ----------------- | ----------------- | ----------------- | ----------------- | --------- | ----------------- | --------------- | --------------- |
| 1967      | EE.UU             | Este              | 12                | 2                 | 4                 | 6                 | 15                | 17                | 10                | 0.417             | 5.º               | 8.766             | –         | Benedicto Ribeiro | 5               | 12              |

## Registros
- Victoria de liga: 4-1 contra Dallas Tornado, 27 de junio de 1967
- Derrota en la liga: 0-2 contra Washington Whips, 7 de junio de 1967

## Estadísticas
- New York Skyliners en Footballdatabase.eu
- New York Skyliners en Ceroacero.es

- Datos: Q1807751
- Multimedia: New York Skyliners / Q1807751